# Dupăpiatră, Hunedoara
Dupăpiatră este un sat în comuna Buceș din județul Hunedoara, Transilvania, România.

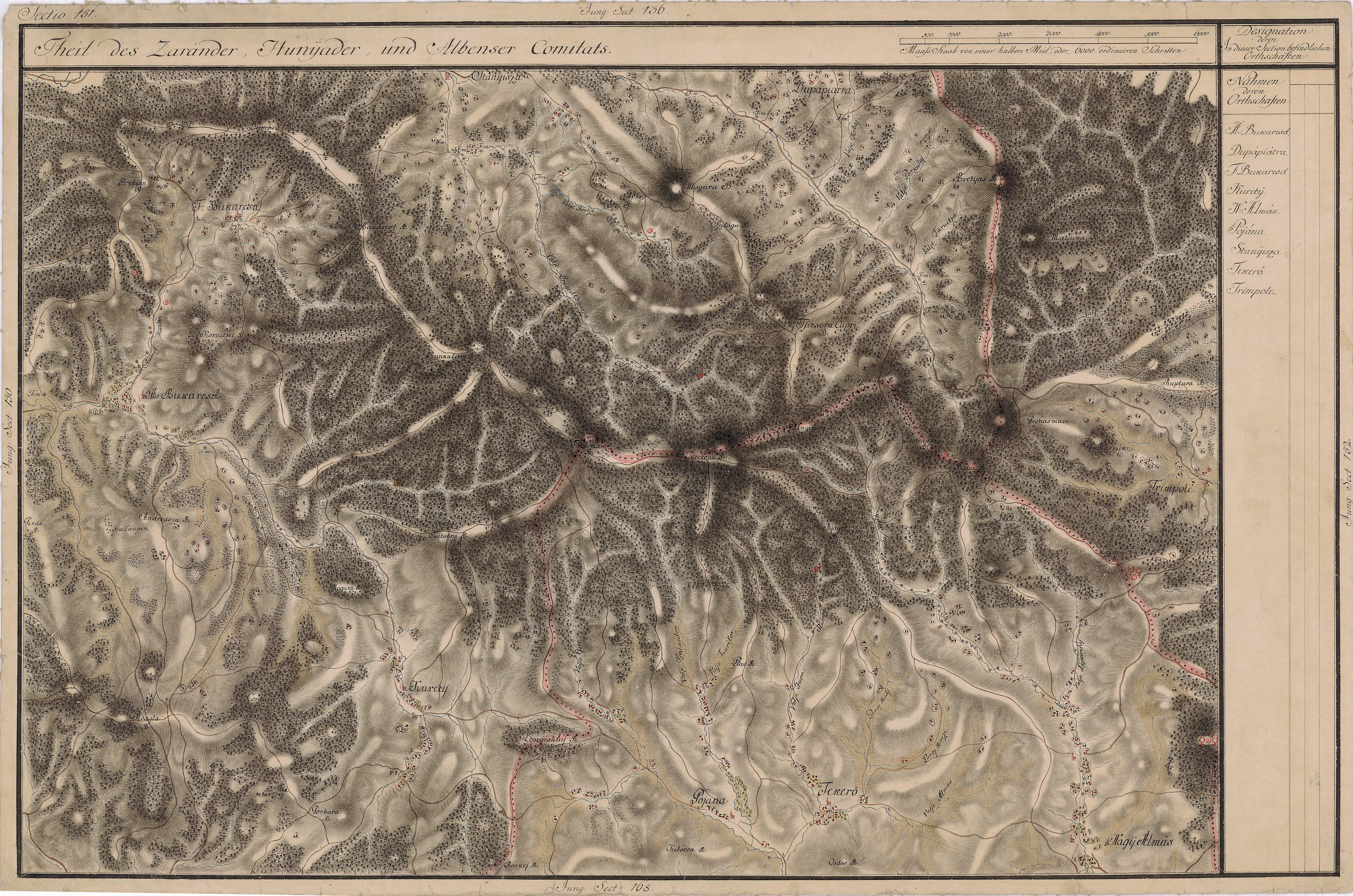
Dupăpiatră în Harta Iosefină a Transilvaniei, 1769-73